# Morley's Seedling (manzana)
Morley's Seedling es una variedad cultivar de manzano (Malus domestica).
Variedad de manzana híbrido procedente del cruce Alfriston x Lane's Prince Albert. Criado por C. Morley en Ely, Cambridgeshire Inglaterra. Recibido por el "National Fruit Trials" (Probatorio Nacional de Fruta) en 1928. Las frutas tienen una pulpa blanca firme, crujiente, áspera y con un sabor astringente.

## Historia
'Morley's Seedling' es una variedad de manzana híbrido procedente del cruce como Parental-Madre de Alfriston y que como Parental-Padre el polen procede de Lane's Prince Albert. Criado por C. Morley en Ely, Cambridgeshire Inglaterra (Reino Unido). Recibido por el "National Fruit Trials" (Probatorio Nacional de Fruta) en 1928.
'Morley's Seedling' se cultiva en la National Fruit Collection con el número de accesión: 1928-018 y Accession name: Morley's Seedling.

## Características
'Morley's Seedling' tiene un tiempo de floración que comienza a partir del 9 de mayo con el 10% de floración, para el 15 de mayo tiene una floración completa (80%), y para el 23 de mayo tiene un 90% de caída de pétalos.
'Morley's Seedling' tiene una talla de fruto grande; forma redondos aplanados, a menudo con lados angulares pronunciados, altura 65.00mm y anchura 81.00mm; con nervaduras medias; epidermis con color de fondo verde amarillento, importancia del sobre color muy débil, con color del sobre color rojo granate amarronado, con sobre color patrón chapa de un rojo lavado en la cara expuesta al sol, "russeting" (pardeamiento áspero superficial que presentan algunas variedades) muy bajo; cáliz grande y abierto en una cuenca ancha, de profundidad media, arrugada y rodeada por una corona afilada; pedúnculo es de longitud medio largo y delgado, colocado en una cavidad medianamente profunda y en forma de embudo que está con "russeting"; carne de color blanca, de grano grueso, firme y crujiente. Ligeramente astringente..
Su tiempo de recogida de cosecha se inicia a mediados de octubre. Se conserva bien durante un mes en cámara frigorífica.

## Usos
Hace una muy buena manzana de cocina. Las rodajas mantienen su forma para un pastel ligeramente agrio y afrutado.

## Ploidismo
Diploide, auto estéril. Grupo de polinización: D, Día 15.